# Richard Beauchamp, conde de Worcester

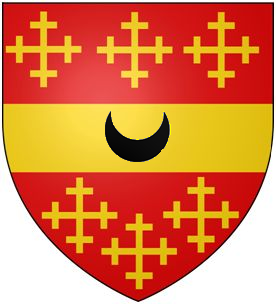
Escudo de armas de Richard de Beauchamp, primer conde de Worcester.

Richard de Beauchamp, conde de Worcester, (c. 1394 – c. 18 de marzo de1422) fue un par inglés.
Único hijo de Joan FitzAlan y William de Beauchamp, I barón Bergavenny, al que sucedió como segundo portador del título a la muerte de este el 8 de mayo de 1411.
El 27 de julio de 1411, se casó con Lady Isabel le Despenser, hija de Thomas le Despenser, conde de Gloucester y Constanza de York, a través de quien era bisnieta de Eduardo III. Tuvieron una única hija Lady Elizabeth de Beauchamp, futura III baronesa Bergavenny, quien se casó con Sir Edward Neville, futuro III y I barón Bergavenny. Richard fue nombrado Guardíian de las Marcas de Gales en 1415, y capitán de lanceros y arqueros de Normandía en 1418. En febrero de 1420-1421 fue creado Conde de Worcester.
Worcester fue mortalmente herido el 18 de marzo de 1421/1422 durante el sitio de Meaux y murió poco después. Su cuerpo fue devuelto a Inglaterra y enterrado en la abadía de Tewkesbury, Gloucestershire, el 25 de abril de 1422. Su hija heredó sus estados y la baronía, aunque la madre mantuvo el castillo y tributos de Abergavenny como dote de viudedad.